# یددی اویماق (بیله‌سوار)
یددی اویماق (به ترکی آذربایجانی: Yeddioymaq) یک منطقه مسکونی در جمهوری آذربایجان است که در شهرستان بیله‌سوار (جمهوری آذربایجان) واقع شده است.